# Michail Jefimowitsch Nikolajew

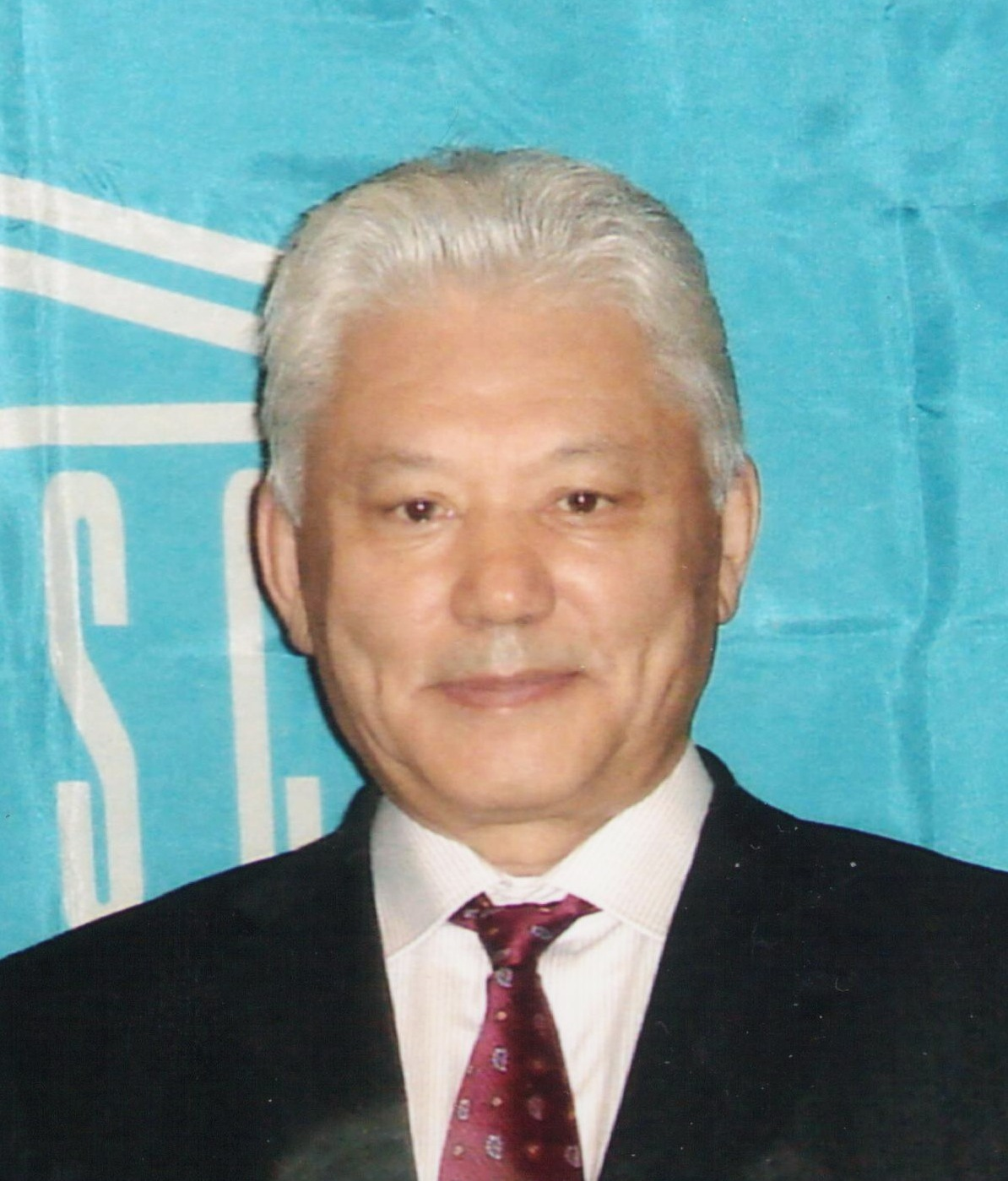
Michail Nikolajew

Michail Jefimowitsch Nikolajew (russisch Михаил Ефимович Николаев, * 13. November 1937 in Oktjomzy, Ordschonikidsewski rajon, Jakutische ASSR, RSFSR, Sowjetunion; † 4. August 2023 in Moskau) war ein russischer Politiker und Staatsmann. Er war der erste Präsident der Republik Sacha.

## Leben

### Herkunft
Michail Nikolajew kam am 13. November 1937 im Dorf Oktjomzy im Ordschonikidsewski rajon (heute Changalasski ulus) der Jakutischen ASSR zur Welt. Sein jakutischer Vater Jefim Fjodorowitsch Nikolajew starb bereits 1942. Seine Mutter Maria Michailowna Nikolajewa, geb. Koslowa, entstammte einer Familie russischer Altsiedler (Sibirjaken). Michail war das älteste von vier Kindern. 1961 schloss er ein Studium am Veterinärinstitut in Omsk ab und arbeitete als Tierarzt im Schiganski rajon.

### Politische Laufbahn
Von 1961 bis 1964 war Nikolajew Erster Sekretär des Rajonkomitees der Jugendorganisation Komsomol. Anschließend gehörte er bis 1966 dem jakutischen Regionalkomitees des Komsomol an. Von 1966 bis 1969 war er Erster Sekretär des Komsomolkomitees von Jakutsk. Von 1969 bis 1971 besuchte er die Parteihochschule der KPdSU in Moskau. Anschließend wurde er Sekretär und 1973 Erster Sekretär des Komitees des Werchnewiljuiski rajons der KPdSU. Von 1975 bis 1979 bekleidete Nikolajew das Amt eines Stellvertretenden Vorsitzenden des Ministerrats der Jakutischen ASSR. Anschließend war er bis 1985 jakutischer Landwirtschaftsminister und danach bis 1989 Sekretär des Oblastkomitees der Kommunistischen Partei. Wiederholt wurde er zum Abgeordneten und im Dezember 1989 zum Mitglied des Präsidiums des Obersten Sowjets der ASSR gewählt. Von 1990 bis 1991 war er Vorsitzender dieses Gremiums. Auf dem Kongress der Volksdeputierten der RSFSR wurde Nikolajew 1990 in die Verfassungskommission gewählt, die den Verfassungsentwurf der Russischen Föderation von 1993 ausarbeitete.
Am 20. Dezember 1991 gewann Nikolajew die Präsidentschaftswahlen in Jakutien mit 76,7 % der Wählerstimmen. Am Tag seiner Amtseinführung, dem 27. Dezember 1991,  wurde die Jakutische ASSR in Republik Sacha (Jakutien) umbenannt.  1996 wurde er im Amt bestätigt, das er bis 2002 ausübte. Nikolajews Wirken als Präsident war darauf ausgerichtet, Jakutien als souveränen, demokratischen Staat innerhalb der Russischen Föderation zu etablieren. Das führte zu grundlegenden Änderungen im politischen und ökonomischen Status der Republik Sacha und zu eine Dekolonialisierung ihrer Wirtschaft.
Nach dem Ende seiner zweiten Amtszeit wurde er im Jahr 2002 von der Regierung der Republik Sacha zum Vertreter im Föderationsrat, dem Oberhaus der Föderationsversammlung von Russland, ernannt. 2011 wurde er auf der Liste der Partei „Einiges Russland“ in die Staatsduma gewählt. Nach seinem Ausscheiden aus dem Parlament wurde er 2016 zum Staatsrat der Republik Sacha ernannt.
Nikolajew starb am 4. August 2023 in Moskau. Er hinterließ seine Frau Dora Nikititschna und drei Kinder.

## Ehrungen
Nikolajew war Träger höchster staatlicher Auszeichnungen. Darunter waren der Orden des Roten Banners der Arbeit (1973), der Orden der Völkerfreundschaft (1986), der Verdienstorden für das Vaterland des 4., 3. und 2. Grades (2000, 1996, 2008) und der Polarsternorden (2007), die höchste Auszeichnung der Republik Sacha. Er war Mitglied mehrerer Akademien und Ehrendoktor mehrerer in- und ausländischer Universitäten.

## Schriften (Auswahl)
- Арктика – боль и надежда планеты. РГСУ, Jakutsk 1993 (russisch).
- Арктика. XXI век. Арина, Moskau 1999, ISBN 5-89291-023-7 (russisch).
- Живая природа Арктики и Севера: проблемы сохранения. Jakutsk 2000, ISBN 5-93124-038-1 (russisch).
- Арктика: политика, экономика, дипломатия. РГСУ, 2007, ISBN 978-5-7139-0497-5 (russisch, nikolaevcentre.ru [PDF; 2,0 MB]).